# 克里瓦亞河
克里瓦亚河（俄语：Река Кривая），前称银子砬渣沟河（俄语：Река Инза-Лазагоу），是滨海边疆区达利涅戈尔斯克城区的河流，源起锡霍特山脉，长37公里，流域面积272平方公里，注入鲁德纳亚河。